# 토미에 언리미티드
토미에 언리미티드는 이토 준지에 원작을 영화화한 공포 영화이다. 토미에 언리미티드는 최신 시리즈이다.

## 출연

### 주연
- 나카무라 미우
- 카와카미 마이코

### 조연
- 오오타 아이카